# 維索克 (佐洛喬夫區)
50°10′19″N 35°58′55″E / 50.17194°N 35.98194°E
維索克（烏克蘭語：Високе）是位於烏克蘭東部的村莊，由哈爾科夫州博霍杜希夫區的佐洛奇夫市鎮負責管轄。該村始建於1929年，面積0.06平方公里，海拔高度192米，2001年人口120，人口密度每平方公里2,105.3人。